# Zwede Hewitt
Zwede Hewitt (né le 18 juin 1989) est un athlète trinidadien, spécialiste du 400 mètres.

## Biographie
Il remporte la médaille d'argent du relais 4 × 400 m lors des Jeux du Commonwealth de 2014, à Glasgow, en compagnie de LaToy Williams, Michael Mathieu et Chris Brown.

### Palmarès
| Date | Compétition                              | Lieu      | Résultat | Épreuve   | Temps        |
| ---- | ---------------------------------------- | --------- | -------- | --------- | ------------ |
| 2007 | Championnats panaméricains juniors       | São Paulo | 2e       | 400 m     | 46 s 04      |
| 2007 | Championnats panaméricains juniors       | São Paulo | 1er      | 4 × 400 m |              |
| 2010 | Jeux d'Amérique centrale et des Caraïbes | Mayagüez  | 3e       | 4 × 400 m |              |
| 2014 | Jeux du Commonwealth                     | Glasgow   | 3e       | 4 × 400 m | 3 min 1 s 51 |

### Records
| Épreuve | Performance | Lieu       | Date        |
| ------- | ----------- | ---------- | ----------- |
| 400 m   | 45 s 51     | Des Moines | 8 juin 2011 |